# Banzuke

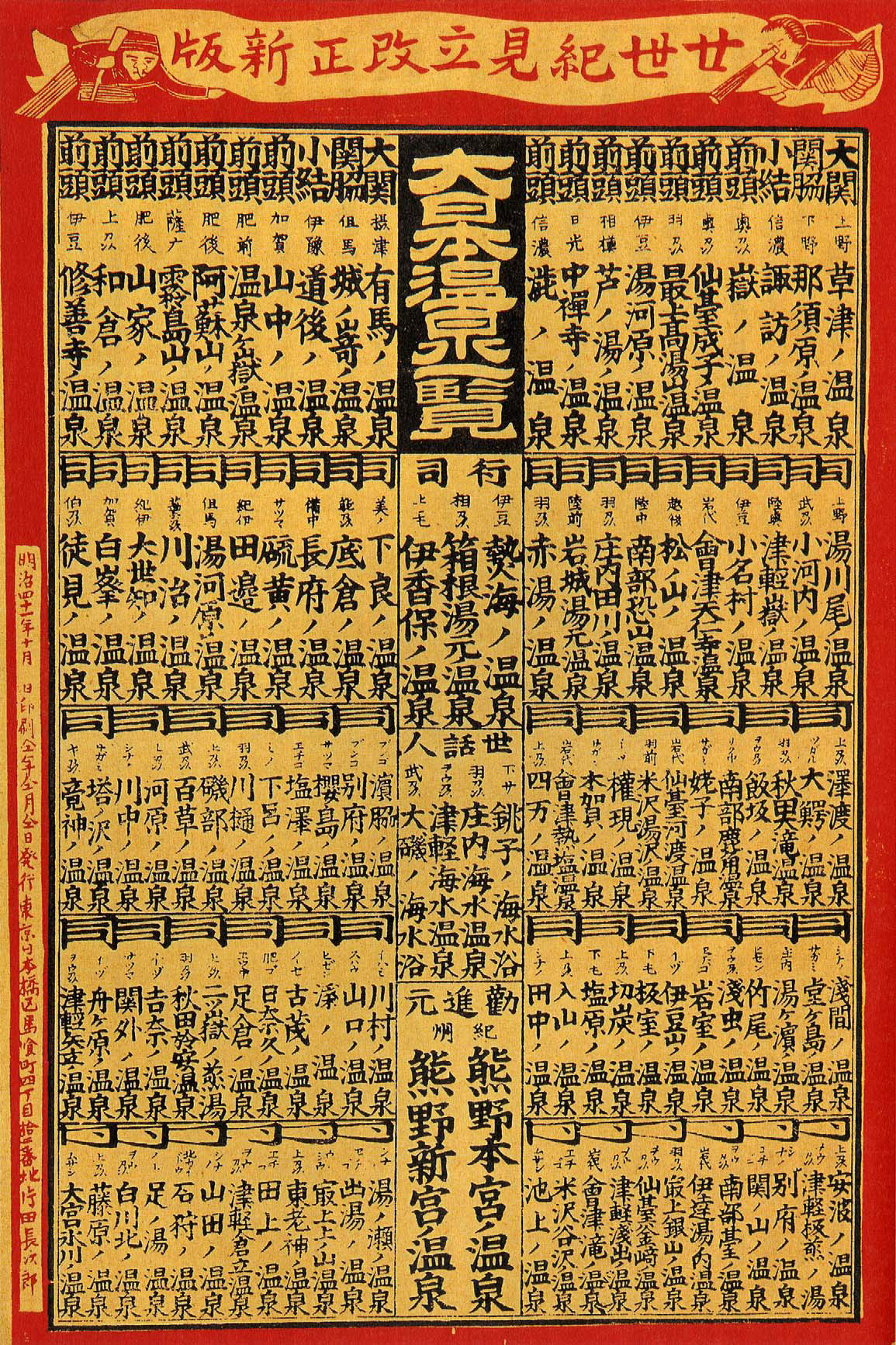
Esempio di Banzuke del 1908

La Banzuke (番付?), ufficialmente banzuke-hyo (番付表?), è la classifica redatta dai giudici per disporre in ordine gerarchico i lottatori di sumo (rikishi).
La forma in cui viene redatta attualmente è stata stabilita già in epoca Edo (1603-1867).
I lottatori sono divisi in est, scritti a destra, e in ovest, a sinistra. Di ogni rikishi viene scritto il nome da lottatore completo (shikona (四股名?)), il luogo di origine e il ranking.
All'inizio della pagina si trova la divisione più alta, la Makuuchi, e si prosegue fino alle più basse (Jūryō, Makushita, Sandanme, Jonidan e Jonokuchi).
Lo yokozuna è il grande campione per eccellenza del sumo ed è distinguibile perché indossa una pesante corda annodata detta Tsuna. Ognuna di questa categorie viene formata da molteplici sottolivelli che salgono in maniera decrescente, a seconda dei risultati ottenuti dal lottatore durante il torneo precedente. Ogni lottatore (sumotori tra i non professionisti, sekitori tra i professionisti) sale nella classifica con le vittorie e scende se perde più di quanto vince.
Tra i non professionisti ogni torneo consta di 7 incontri consecutivi, al ritmo di uno ogni due giorni, mentre tra i professionisti gli incontri da combattere salgono a 15. I tornei annuali sono 6.

## Organizzazione della banzuke
La banzuke è costituita da tre sezioni verticali: una colonna centrale e cinque livelli divisi a metà, dove la destra è est e la sinistra è ovest. La banzuke è scritta in modo da essere letta verticalmente, da destra a sinistra. I lottatori classificati a est sono ritenuti leggermente più forti dei corrispettivi a ovest. Di seguito, uno schema riportante l'organizzazione della banzuke:
- Colonna centrale (dall'alto verso il basso):
  - La scritta 蒙御免?, kōmuru gomen, un residuo dei tempi antichi quando i santuari shintō usavano il sumo per finanziarsi. L'espressione vuol dire "Chiedo umilmente scusa" (per avervi chiesto un pagamento).
  - Data e luogo. Nel caso del Ryōgoku Kokugikan (両国国技館?) sarà scritto solo Kokugikan (国技館?).
  - Elenco dei gyōji (行司?).
  - Comitato dei giudici (審判委員?, shinpan iin).
  - La scritta 公益財団法人日本相撲協会?, Kōeki Zaidanhōjin Nihon Sumō Kyōkai, ossia Associazione Giapponese Sumo, Fondazione di Pubblico Interesse, e l'indirizzo dell'associazione.
- Primo livello, makuuchi (幕内?) (da destra a sinistra):
  - Yokozuna (横綱?) (se presenti), larghezza: 2,8 cm.
  - Ōzeki (大関?), larghezza: 2,5 cm.
  - Sekiwake (関脇?), larghezza: 2,1 cm.
  - Komusubi (小結?), larghezza: 2,1 cm.
  - Maegashira (前頭?), la larghezza è data dallo spazio restante diviso tra il numero dei lottatori.
- Secondo livello (da destra a sinistra)
  - Jūryō (十両?) o jūmaime (十枚目?), indicati anche loro dalla scritta "maegashira" (前頭?).
  - Makushita (幕下?), indicati da otto kanji 同? uniti uno all'altro. Il kanji significa letteralmente "lo stesso", "uguale", ad indicare che anche questi lottatori sono considerati come maegashira (前頭?).
- Terzo livello, sandanme (三段目?), indicati con otto caratteri 同? in una versione semplificata.
- Quarto livello, jonidan (序二段?), indicati da cinque caratteri 同? semplificati allo stesso modo dei precedenti.
- Quinto livello (da destra a sinistra):
  - Sia a est che a ovest, jonokuchi (序ノ口?), indicati da un carattere 同? semplificato.
  - Solo a est (da destra a sinistra):
    - Direttori (理事?, riji), con il presidente indicato dalla scritta 理事長?, riji-chō.
    - Vice direttori (副理事?, fuku-riji).
    - Membri ufficiali (役員待遇?, yakuin taigū).
    - Membri del comitato (委員?, iin).
    - Assistenti allenatori (若者頭?, wakaimonogashira).
    - Custodi (世話人?, sewanin).

  - Solo a ovest (da destra a sinistra):
    - Membri del comitato (委員?, iin)
    - Dirigenti (主任?, shunin).
    - Anziani (年寄?, toshiyori).
    - Consiglieri (参与?, san'yo).
    - Yobidashi (呼出し?) di livello superiore a jūmaime (十枚目?) o jūryō (十両?)
    - Tokoyama (床山?) (parrucchieri) di livello speciale (特等?, tokutō) e primo livello (一等?, ittō).
    - La scritta 此外中前相撲東西ニ御座候?, konohoka chūmaezumō tōzai-ni gozasōrō, che significa, grossomodo: "oltre a questi, ci sono altri lottatori che combattono a est e a ovest nel maezumo".
    - La scritta 千穐万歳大々叶?, senshū banzai daidaikanō, un augurio per le celebrazioni di fine torneo.

## Ebanzuke
Con ebanzuke (絵番付? lett. "banzuke illustrato") è un banzuke con la rappresentazione dipinta di sekitori (cioè lottatori appartenenti alle categorie di makuuchi e jūryō), gyoji e talvolta yobidashi.